# Braams (hotel)
Hotel Braams is een hotel op de Brink van de Nederlandse plaats Gieten.
Het hotel, vroeger een herberg, dateert uit 1617 en werd gesticht door de plaatselijke schulte Johan Laurens. Later kwam de herberg in het bezit van de familie Braams, waarnaar de herberg werd vernoemd. In de periode, dat Jan Braams, schulte, maire en burgemeester van Gieten was werd zijn herberg tevens gebruikt als gemeentehuis.
In 1823 dronken Van Lennep en Van Hogendorp tijdens hun voettocht door Nederland in de herberg van schout Braams koffie en aten ze er "bruin brood van ongebuild roggemeel, dat stoet genoemd wordt".
Ook nadat de erven Braams in 1890 het hotel hadden verkocht aan de familie Rijnberg, bleef het de naam Braams houden. Het hotel werd in 1968 verbouwd en uitgebreid, waarna het 40 kamers had. In 1989 werd het hotel opnieuw verbouwd en kwamen er een zwembad, sauna en squashhal bij.
In 2004 werd het hotel (noodgedwongen) verkocht door de vijfde generatie van de familie Rijnberg aan de familie Schrotenboer.
In januari 2016 ging het hotel onder hun bewind failliet.

## Koninginnedag
Burgemeester Albrecht stelde in dat en op Koninginnedag (30 april) een oranjespeech werd gehouden vanaf het balkon van het hotel. De harmonie speelde na afloop hiervan het Wilhelmus.